# Malaisichneumon rufus
Malaisichneumon rufus là một loài tò vò trong họ Ichneumonidae.